# Yvonne Bongert
Yvonne Bongert, née au Pouzin (Ardèche) le 30 mars 1921 et décédée à Paris 16e le 12 juin 2012, est une historienne du droit française.
Spécialiste de l'histoire du droit pénal et de la procédure pénale, professeur à l'université Panthéon-Assas (Paris-II), elle a accédé à l'éméritat en 1988.

## Biographie
Docteur d'État en droit (1948), après la défense d'une thèse novatrice sur les tribunaux laïques au Moyen Âge, Yvonne Bongert a enseigné à la Faculté de droit de l'université de Lille, puis, de 1965 à 1988, à l'université de droit, d'économie et de sciences sociales de Paris (Paris II - Panthéon-Assas). Fleuron de l'École française d'Histoire du Droit, elle a joué un rôle pionnier dans l'enseignement de l'histoire de la justice et de la philosophie pénale.
Auteur de plusieurs ouvrages de référence dans le domaine de l'histoire du droit pénal, Yvonne Bongert, par ailleurs auteur de nombreux articles, préfaces, introductions et autres contributions, fut membre de la Société d'histoire du droit, présidente du Centre international d'études et de philosophie du droit installé à Athènes (1986) et vice-présidente de l'Association française des juristes catholiques (1988). 
Yvonne Bongert, qui a dirigé une bonne vingtaine de thèses de doctorat, était notamment commandeur de l'Ordre des Palmes académiques.
Ancienne élève de l'Université catholique de Lille, Yvonne Bongert était une catholique fervente, de tendance pré-conciliaire, qui n'hésitait pas à défendre ses convictions en citant avec exactitude le message des Évangiles ou en ayant, avec toute sa rigueur de juriste, recours au droit canon.
En 1999, elle signe pour s'opposer à la guerre en Serbie la pétition « Les Européens veulent la paix », lancée par le collectif Non à la guerre.

## Décoration
- Commandeur de l'ordre des Palmes académiques (1987)[4].

## Ouvrages
- Histoire du droit pénal – Cours de doctorat; réédition; Paris (éd. Panthéon-Assas, coll. Les introuvables), [mars] 2012; 519 pages.
- Recherches sur les cours [de justice] laïques du Xe au XIIIe siècle; Paris (éd. A. et J. Picard & Cie), s. d. (1949); 318 p. (1 planche hors-texte). Réédité par les éditions L'Harmattan, Paris, 2012.
- The Iconography of Christ and the Shroud of Turin; rome International Conference, June 1993. - Vidéo consultable sur Internet.
- Rétribution et réparation dans l'ancien droit français; Dijon (Éditions universitaires de Dijon), 1988.
- L'interdit, arme de l'Église contre le pouvoir temporel; Angers (Presses de l'Université [d'Angers]), 1987.
- Le juste et l'utile dans la doctrine pénale de l'Ancien Régime; in: Archives de la philosophie du droit, 1982, n° 27, pp. 291-347.
- Quelques aspects de la prison au XVIIIe siècle; in: Études dédiées à la mémoire du professeur Gérard Dehove, ancien doyen de la Faculté de droit et des sciences économiques de Lille; Paris (Presses universitaires de France), 1983.
- Cours d'histoire du droit pénal - Sciences criminelles, histoire du droit et des faits sociaux [Texte imprimé, rédigé d'après les notes du Pr Yvonne Bongert];  Paris, Les Cours de droit - DES, 1970/71.
- (en collaboration avec 5 autres auteurs) Crimes et criminalité en France XVIIe – XVIIIe siècles; Paris (Armand Colin), 1971.
- Délinquance juvénile et responsabilité pénale du mineur au XVIIIe siècle; Paris (Armand Colin), 1971.
- Vers la formation d'un pouvoir législatif royal (fin XIe-début XIIIe siècle); Aix-en-Provence (Fac. de droit et des sciences économiques), 1970.
- La monarchie cambodgienne; Bruxelles (Éditions de la librairie encyclopédique), 1970.
- Réflexions sur le problème de l'esclavage dans l'Inde ancienne : à propos de quelques ouvrages récents; in: Bulletin de l'École française d'Extrême-Orient, 1963, vol. 51, n° 1, pp. 143-194.
- (avec Gérard Sautel et Bernard Perrin) Varia – Études de droit romain; Publications de l'Institut de droit romain de l'Université de Paris, vol. IX; Paris (Recueil Sirey), 1952; 347 pages.